# تروریسم کشاورزی
تروریسم کشاورزی (انگلیسی: Agro-terrorism) که به زبان انگلیسی آگروتروریسم نامیده می‌شود، تلاشی مخرب برای از بین بردن یا نابودی صنعت کشاورزی یا سیستم تأمین مواد غذایی برای یک جمعیت می‌باشد که از طریق «استفاده مخرب از میکروب‌های بیماری‌زای گیاهی یا حیوانی برای ایجاد بیماری‌های ویرانگر در بخش‌های کشاورزی» صورت می‌گیرد.این موضوع در ارتباط نزدیک با جنگ بیولوژیک و حشره‌شناسی می‌باشد.
حمله خصمانه به یک محیط کشاورزی، از جمله زیرساخت‌ها و فرایندها، به منظور از بین بردن عمده منافع سیاسی ملی و بین‌المللی.

## نظریه
برنامه‌های تنظیم مقررات و خدمات عمومی دانشگاه کلمسون بیماری‌هایی را که توسط حشرات حمل می‌شوند و در میان سناریوهای بیوتروریسم از احتمال بالایی برخوردار است را لیست کرده‌است. از آنجا که گونه‌های مهاجم در حال حاضر یک مشکل در سرتاسر جهان است، یک متخصص انستیتو دانشگاه نبراسکا در لینکلن احتمال داد که کشف منبع هرگونه ظهور ناگهانی یک آفت زیستی جدید، اگر غیرممکن نباشد بسیار مشکل است. لوکوود حشرات را یک وسیله مؤثرتری برای انتقال عوامل بیولوژیکی برای اقدامات بیوتروریسم می‌داند. حشره‌های حامل سلاح میکروبی به راحتی تجمع کرده و تخم آن‌ها بدون کشف ناقل است. از سوی دیگر، جداسازی و تحویل عوامل بیولوژیکی بسیار دشوار و خطرناک است.